# Naitō Nobuchika
Naitō Nobuchika est un nom japonais traditionnel ; le nom de famille (ou le nom d'école), Naitō, précède donc le prénom (ou le nom d'artiste).
Naitō Nobuchika (内藤 信親, 24 janvier 1813-14 mai 1874), aussi connu sous le nom de « Nobukoto (Shinshi) », est un daimyo de la fin de l'époque d'Edo, qui dirige le domaine de Murakami. Son titre est Kii-no-kami.
Avant de devenir le représentant en chef du shogunat Tokugawa dans la capitale en tant que Kyoto shoshidai en 1850-1851, il exerce la fonction de Osaka jōdai de 1848 à 1850. Il soutient l'Ōuetsu Reppan Dōmei durant la guerre de Boshin.